# CFMoto
CFMOTO (CF pour « Chung Feng », « vent de printemps ») est une marque chinoise de motos, de quads et de véhicules légers de loisir (buggy) ainsi que de yachts de luxe basée à Hangzhou. Depuis 2017, elle est cotée à la Bourse de Shanghai (Chunfeng Power, stock code : 603129).

## Histoire
CFMOTO est la propriété de Zhejiang Chunfeng Power Co., Ltd., créée en 1989 par son président actuel Lai Guogui. Le groupe Zhejiang Chunfeng Power s'est spécialisé dans la R&D et la production de moteurs thermiques refroidis par eau.

## Production
CFMOTO conçoit et fabrique des quads de 400 à 1 000 cm3, des SSV de 500 à 1 000 cm3, des UTV de 600 à 1 000 cm3 et des motos de 125 à 1 250 cm3. Sa capacité de production annuelle est de 800 000 moteurs et de plus de 600 000 véhicules distribués dans plus de 100 pays et distribués par plus de 2 000 partenaires.
En 2011, CFMOTO et KTM entament un partenariat. En 2017, les deux marques signent une coentreprise qui permet la production et la vente des motos du constructeur autrichien en Chine sous la dénomination « KTMR2R »,. CFMOTO produit et assemble les modèles de faible cylindrée pour le compte de KTM dans ses locaux. Il fabrique également les moteurs KTM de forte cylindrée. Ces derniers équipent les modèles récents de CFMOTO tels que la MT 800, la 1250 TR-G et 800NK. La 300 GT-E à moteur électrique reste réservée au marché chinois.

## Compétition
CFMOTO s'engage en 2022 avec le Aspar Racing Team dans les championnats Moto2 et Moto3, et remporte en 2024 le titre avec David Alonso. Le prodige colombien, déjà le seul représentant de son pays à remporter un titre en Grand Prix, devient le seul pilote de l’histoire à avoir remporté quatorze courses en une seule saison et dans une seule catégorie.

## Diffusion mondiale

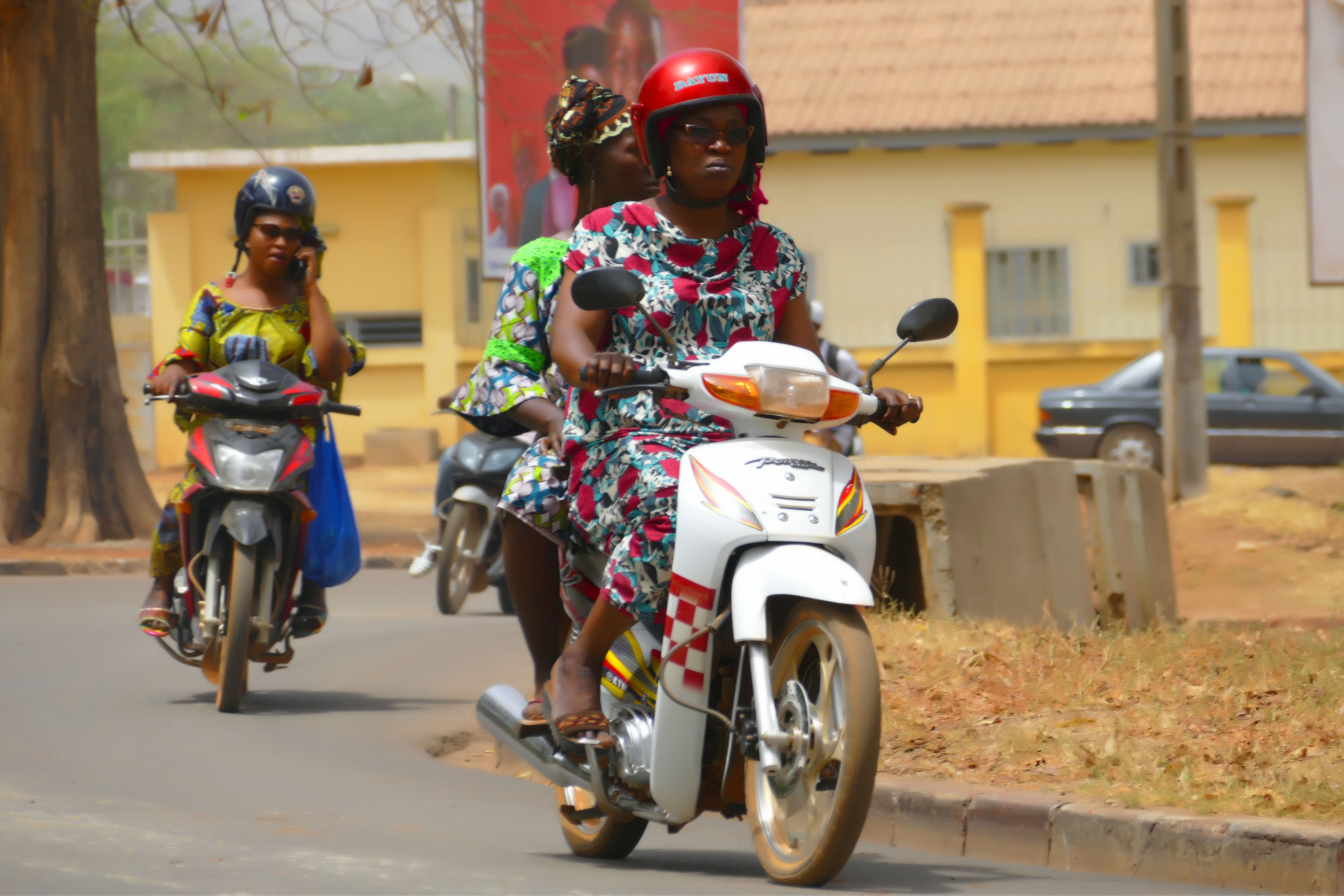
Deux femmes sur une mobylette CFMoto-KTM Power K à Korhogo, en Côte d'Ivoire (2020)

La société compte plus de deux mille distributeurs et vendeurs de la marque à travers plus de cent pays.
La marque bénéficie d'un réseau de distributeurs en expansion dans le monde entier. En France, la marque est distribuée à travers un importateur, GD France, qui développe le réseau CFMOTO sur le territoire francophone avec plus de 250 concessionnaires.

## Modèles importés en France

### Motos

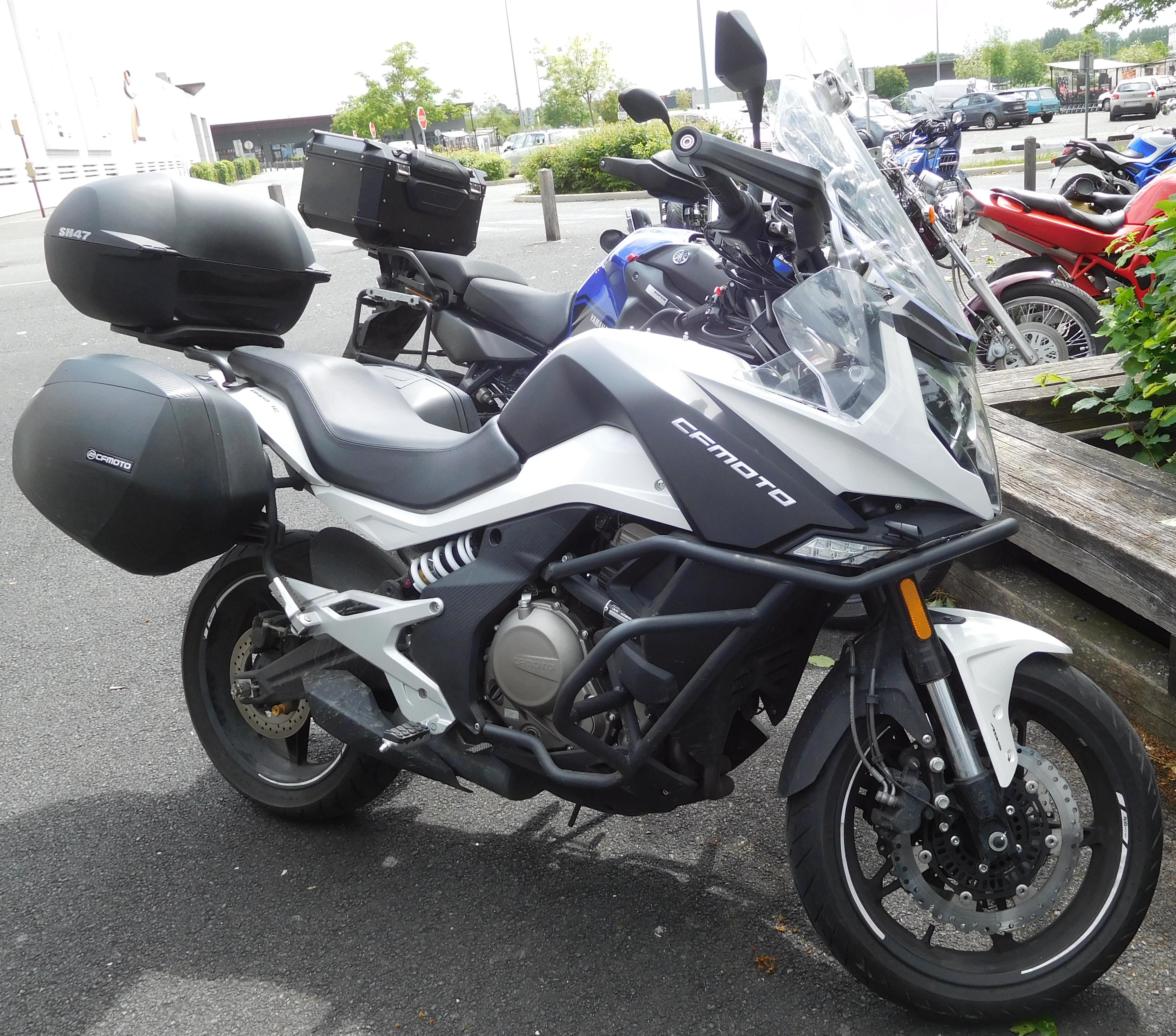
650 MT.

- Trails : 450MT (2024)[11], 650MT (2020), 700MT (2023), 800MT Sport (2023), 800MT Touring (2023), 800MT Explore (2023), 800 MT-X (2025).
- Roadsters : 300NK (2020), 450NK (2023), 650NK (2018), 800NK Sport (2023), 800NK Advanced (2023), 675NK (2025).
- Néo-retro : 700CL-X Heritage (2021), 700CL-X Sport (2021), 700CL-X Adventure (2021).
- Sportive : 250 SR (2021), 450SR (2023), 675 SR-R (2025).
- Routière : 400 & 650GT (2019), 1250 TR-G (2022).

### Quads
CFORCE : 450, 520, 625, 850, 1000.

### SSV - Buggy
- SSV - ZFORCE : 950 Sport, 1000 Sport R, 1000 Sport R Connecté.
- UTV - UFORCE : 600, 1000, 1000 XL.